# Khaled Hosseini
Khaled Hosseini (persiska: خالد حسینی [ˈxɒled hoˈsejni]), född 4 mars 1965 i Kabul, är en amerikansk-afghansk författare och läkare. Hosseini har varit bosatt i USA sedan 15 års ålder. Han är en av USA:s mest sålda författare under 2000-talet.

## Författarskap
Hosseini debuterade 2003 med boken Flyga drake, en roman som har självbiografiska influenser. Romanen har utgivits på 48 språk och filmatiserades 2007 av Marc Forster. Även Hosseinis andra bok, Tusen strålande solar, blev en stor framgång. Enligt Publishers Weekly blev den 2007 års bäst säljande roman i USA. 
Båda Hosseinis romaner utspelas i Afghanistan under den turbulenta tid när talibanerna tog makten. Romanerna har betecknats som stora episka underhållningsromaner, och jämförts med Törnfåglarna och Borta med vinden. Han påbörjade sin debutroman när han fick höra att talibanregimen förbjudit drakflygning. Andra romanen tillkom efter att Hosseini återvänt på besök till Afghanistan 2003, vilket var första gången han reste dit efter landsflykten.
På svenska ges Hosseinis romaner ut på Wahlström & Widstrand.

## Bakgrund
Hosseini är uppväxt i Kabul, Afghanistan. Hans far arbetade som diplomat, och när Hosseini var 11 år, flyttade familjen till Frankrike. Fyra år senare, sökte de asyl i USA.
År 1980 flyttade Khaled med sin familj till Kalifornien. Han tog examen på Santa Clara universitetet i San Diego. Efter examen började han 1996 arbeta som läkare i Kalifornien. Han har publicerat fyra romaner, mest känd är hans debut (2003), Flyga drake. Khaled Hosseini är gift, bor i norra Kalifornien och har två barn.